# Hair-Raising Hare
«Когда от ужаса дыбом шерсть» (англ. Hair-Raising Hare) — американский мультфильм из серии Merrie Melodies, премьера которого состоялась 25 мая 1946 года. Первое появление на экране безымянного персонажа, позднее известного как Рудольф, а ныне — как Паутинка.

## Сюжет
Ночью в лесу из своей норы выбирается Багз Банни, сообщающий зрителям, что у него ощущение, будто за ним кто-то наблюдает. Действительно, безумный учёный Петер Лорре, живущий в замке неподалёку, удалённо наблюдает за кроликом с помощью камеры. У профессора за бронированной дверью с надписью «Монстр» находится огромное оранжевое чудовище, которого учёный решает накормить свежей крольчатиной. Для этого он выпускает в лес механическую заводную крольчиху, которая соблазняет Багза и приводит в лапы Лорре. После объятий кролика искусственная крольчиха разлетается на куски, и Багз решает уйти, но учёный запирает дверь и выпускает своего монстра. Чудовище гоняется за Багзом Банни по всему замку, и наконец ловит его. Из последних сил кролик говорит монстру: «У тебя было когда-нибудь чувство, что за тобой наблюдают? Посмотри туда» — и указывает на зрителя. Монстр с криком ужаса «Люди!» убегает прочь, прошибая несколько стен.
Мимо Багза проходит починенная (или другая точно такая же) механическая крольчиха, которая целует кролика в щёку, и, окрылённый, Багз Банни снова следует за ней, исчезая из кадра.

## Роли озвучивал
- Мел Бланк — Багз Банни, безумный учёный Петер Лорре, Паутинка[англ.], зритель-доктор в кинозале

## Песни
- Выбираясь из своей норы, Багз Банни напевает песенку Sweet Dreams, Sweetheart из фильма «Голливудская столовая»[англ.] (1944).
- Механическая крольчиха, соблазняя Багза Банни, напевает песню Oh, You Beautiful Doll[англ.] (1911).
- Сцена, в которой Багз Банни собирается уходить из замка учёного, проходит под песню California, Here I Come[англ.] (1924).

## Факты
- В названии мультфильма, как и во многих про Багза Банни, использована игра слов. В данном случае слова Hair (рус. Шерсть) и Hare (рус. Заяц) являются омофонами.
- Мультфильм входит в состав сборников Looney Tunes Golden Collection: Volume 1[англ.], Looney Tunes Golden Collection: Volume 3[англ.], Looney Tunes Golden Collection: Volume 4[англ.], The Golden Age of Looney Tunes[англ.] и Bugs Bunny: Superstar[англ.].